# Попов, Юрий Михайлович (Герой Социалистического Труда)
Ю́рий Миха́йлович Попо́в (4 апреля 1928, пос. Аша, Уральская область, РСФСР, СССР — 2 октября 2002, там же, Челябинская область, Россия) — сталевар мартеновского цеха Ашинского металлургического завода (Челябинская область), Герой Социалистического Труда (1966).

## Биография
Родился 4 апреля 1928 года в посёлке Аша Уральской области РСФСР (ныне — город в Челябинской области России) в многодетной (7 детей) семье потомственных сталеваров Поповых (общий стаж династии на Ашинском металлургическом заводе к 2015 году — 564 года). По национальности русский.
Окончив в 1942 году 6 класс средней школы, трудоустроился учеником плотника, затем плотником в ремонтно-строительном цехе. В июне 1947 года перешёл на работу на Ашинский металлургический завод слесарем по ремонту оборудования электросилового цеха, в ноябре 1948 года становится подручным сталевара мартеновского цеха, с октября 1952 — подменным сталеваров мартеновского цеха, с декабря 1957 года — сталеваром мартеновского цеха.
В 1965—1966 годах на мартеновской печи № 1 Ашинского завода добился рекордно высокой стойкости свода мартеновской печи, выдавшей 1010 плавок за 430 суток (выдал 30 тонн стали сверх плана за счёт времени, отведённого на ремонт и обслуживание свода). Досрочно выполнил семилетний план (1959—1965).
Указом Президиума Верховного Совета СССР от 22 марта 1966 года «За выдающиеся заслуги, достигнутые в развитии чёрной металлургии» удостоен звания Героя Социалистического Труда с вручением ордена Ленина и золотой медали «Серп и Молот».
Неоднократный победитель соцсоревнования на заводе и по отрасли, обладатель множества поощрений и ведомственных наград.
После досрочного (из-за «горячего стажа» — вредных и опасных условий работы) достижения пенсионного возраста, в июне 1979 года переведён слесарем по ремонту в цех контрольно-измерительных приборов и аппаратуры. В апреле 1988 года вышел на заслуженный отдых, но через полгода (в ноябре) вернулся на завод, устроившись сторожем отдела вневедомственной охраны, с августа 1991 года — швейцаром-сторожем жилищно-коммунального отдела завода. Окончательно ушёл на пенсию в декабре 1991 года.
Член ВКП(б) КПСС с августа 1951 по август 1991 года. Член Челябинского областного и Ашинского городского комитетов КПСС. Член Челябинского областного комитета профсоюзов. Активно занимался общественной работой, много лет был секретарём партийной организации цеха.
Умер 2 октября 2002 года в родной Аше.
Награждён орденом Ленина (22.03.1966), медалью «За доблестный труд в Великой Отечественной войне 1941—1945 гг.», другими медалями, а также медалью ВДНХ СССР (1977). Почётный металлург (13.10.1977). В 2015 году на доме, в котором жил Герой (ул. Ленина, 38), в его честь была установлена мемориальная доска.